# أولينا تايرل
أولينا تايرل (بالإنجليزية: Olenna Tyrell)‏ (اسم الولادة ردواين) هي شخصية خيالية ظهرت في سلسلة روايات الخيال الفنتازيا الملحميّة أغنية الجليد والنار للمؤلف الأمريكي جورج آر. آر مارتن، وفي المسلسل التلفزيوني صراع العروش.
تم ذكر أولينا لأول مرة في لعبة العروش (1996) وتظهر في عاصفة السيوف (2000) ووليمة للغربان (2005). وهي ربة أسرة تايريل القوية، أكبر وثاني أغنى أسرة من الأسر الثمانية العظيمة في ويستروس. تتميز أولينا بمكرها وطموحها وذكائها الحاد (والذي كان الأساس للقبها، ملكة الأشواك، مع رمز تايريل على شكل وردة). وعلى الرغم من تحالف أسرتها مع آل لانستر في كينجز لاندنج، إلا أنها غالبًا ما تجد مؤامراتها متعارضة مع مؤامراتهم، وخاصة مؤامرات تايون لانستر. وهي، جنبًا إلى جنب مع بيتر بايليش، مسؤولة عن وفاة الملك جوفري باراثيون أثناء زفافه على حفيدتها وتلميذتها مارجري.
في المسلسل التلفزيوني المقتبس عن المسلسل الذي أنتجته شبكة إتش بي أو، لعبت الممثلة الإنجليزية المخضرمة ديانا ريج دور أولينا، وتلقت إشادة نقدية كبيرة لتجسيدها الشخصية. تلقت ريج ترشيحات لجائزة إيمي لأفضل ممثلة ضيفة في مسلسل درامي عن أدائها في أعوام 2013 و2014 و2015 و2018.